# Óscar González Figueroa
Óscar del Tránsito González Figueroa (Coquimbo, 24 de agosto de 1894-Renca, 10 de junio de 1959), más conocido como Colo-Colo González, fue un futbolista chileno que jugaba como mediocampista.
Fue seleccionado en los Campeonatos Sudamericanos de 1922 y 1926, y formó parte del conjunto de Colo-Colo que realizó en 1927 la gira a Europa.

## Trayectoria
Su primeras canchas fueron las de su natal Coquimbo, donde por su potencia fue apodado “el pat’e fierro”. En 1917 vino a competir a Santiago como seleccionado de su ciudad, oportunidad en que fue tentado por el club capitalino Liverpool Football Club, hecho que lo hizo viajar para radicarse en Santiago.
Dos años después se fue a Talcahuano, volviendo a combinar su antiguo trabajo de estibador con la práctica del fútbol, jugando por el club The Commercial. En esos años jugaba de extremo izquierdo y le decían "Pat'e Fierro". Ese mismo año fue nominado a la Selección.
En 1921 se traslada a Valparaíso para unirse a  las filas de La Cruz, en este equipo formó una recordada línea media junto a Carlos Catalán. Fue en esta ciudad donde por su físico y piel morena fue apodado “Colo-Colo”, hecho acontecido con anterioridad a la fundación del club del cacique.
Cuando a Valparaíso llegó a jugar el Real Club Deportivo Espanyol, pidió quinientos pesos por jugar. Lo acusaron de profesional y fue castigado con prohibición de jugar.
Posteriormente vistió la camiseta de Green Cross, gracias a las gestiones de los dirigentes que consiguieron la absolución de su castigo.
Llegó a Colo-Colo en 1927, incorporándose como refuerzo para la gira internacional en la que los albos fueron a México y Europa. Tuvo una destacada actuación contra la Selección de Cataluña teniendo un recordado duelo contra el ala derecha José Samitier, uno de los grandes futbolistas producidos por España no podía con González y se sentía incómodo. En esta etapa tuvo según él, los mejores años de futbolista. Tuvo un Segundo paso por el club albo en 1934 para jugar hasta su retiro en 1936. Al cumplir diez años defendiendo la camiseta alba, el club lo premió por valiosos servicios prestados a la institución.
En el año 1933 hubo un conflicto interno y "Coló-Coló" González junto a otros jugadores albos emigraron al Morning Star, el equipo hizo una buena campaña y volvieron al año siguiente al equipo albo.
En 1936 dejó de vestir la camiseta alba porque consideró que había que dejar el puesto a los jóvenes y volvió al equipo amateur Liverpool Wanderers, donde jugó hasta los 55 años, esa edad tenía cuando lo tiró a la cama una enfermedad.
También como deportista y de acuerdo con su temperamento de característica inquieto incursionó en el boxeo, deporte que abandonó por su falta de éxito.
Sus restos mortales descansan, desde el 12 de junio de 1959, en el Mausoleo de los Viejos Cracks de Colo-Colo.

## Selección nacional
Fue internacional con la selección chilena entre los años 1922 y 1926, participó en dos ediciones del Campeonato Sudamericano. Disputó nueve partidos oficiales, además participó en dos partidos no oficiales, su participación final fue de once partidos.
Fue convocado por el entrenador Juan Carlos Bertone, para participar en el Campeonato Sudamericano de 1922, fue titular en todos los partidos de Chile en el torneo. Además, participó en los amistosos posteriores al sudamericano.
Volvió a ser nominado para integrar el seleccionado criollo para el Campeonato Sudamericano de 1926, fue titular en todos los encuentros de Chile. El equipo tuvo un buen desempeño alcanzando un meritorio tercer puesto.

### Participaciones en el Campeonato Sudamericano
| Torneo                       | Sede   | Resultado     | Partidos |
| ---------------------------- | ------ | ------------- | -------- |
| Campeonato Sudamericano 1922 | Brasil | Quinto lugar  | 4        |
| Campeonato Sudamericano 1926 | Chile  | Tercer puesto | 4        |
| Total                        | Total  | Total         | 8        |

### Partidos internacionales
| 1     | 17 de septiembre de 1922 | Estadio das Laranjeiras, Río de Janeiro, Brasil    | Brasil     | 1-1 | Chile     | Campeonato Sudamericano 1922 |
| 2     | 23 de septiembre de 1922 | Estadio das Laranjeiras, Río de Janeiro, Brasil    | Uruguay    | 2-0 | Chile     | Campeonato Sudamericano 1922 |
| 3     | 28 de septiembre de 1922 | Estadio das Laranjeiras, Río de Janeiro, Brasil    | Argentina  | 4-0 | Chile     | Campeonato Sudamericano 1922 |
| 4     | 5 de octubre de 1922     | Estadio das Laranjeiras, Río de Janeiro, Brasil    | Paraguay   | 3-0 | Chile     | Campeonato Sudamericano 1922 |
| 5     | 22 de octubre de 1922    | Estadio Sportivo Barracas, Buenos Aires, Argentina | Argentina  | 1-0 | Chile     | Amistoso                     |
| 6     | 12 de octubre de 1926    | Campos de Sports, Santiago, Chile                  | Chile      | 7-1 | Bolivia   | Campeonato Sudamericano 1926 |
| 7     | 17 de octubre de 1926    | Campos de Sports, Santiago, Chile                  | Chile      | 1-3 | Uruguay   | Campeonato Sudamericano 1926 |
| 8     | 31 de octubre de 1926    | Campos de Sports, Santiago, Chile                  | Chile      | 1-1 | Argentina | Campeonato Sudamericano 1926 |
| 9     | 3 de noviembre de 1926   | Campos de Sports, Santiago, Chile                  | Chile      | 5-1 | Paraguay  | Campeonato Sudamericano 1926 |
| Total |                          |                                                    | Presencias | 9   |           |                              |

| 1     | 11 de octubre de 1922 | Estadio Villa Belmiro, Santos, Brasil | Combinado de Santos-São Paulo | 1-3 | Chile | Amistoso                  |
| 2     | 15 de octubre de 1922 | Estadio Pocitos, Montevideo, Uruguay  | Peñarol                       | 3-0 | Chile | Copa Ernesto Barros Jarpa |
| Total |                       |                                       | Presencias                    | 2   |       |                           |

## Clubes

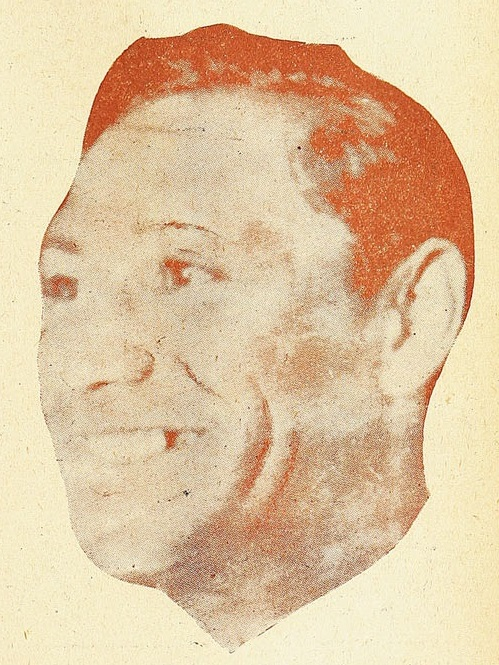
Colo Colo González en 1934.

| Club                    | País  | Año         |
| ----------------------- | ----- | ----------- |
| Liverpool Football Club | Chile | 1917 - 1918 |
| The Commercial          | Chile | 1919 - 1920 |
| La Cruz                 | Chile | 1921 - 1926 |
| Green Cross             | Chile | 1926        |
| Colo-Colo               | Chile | 1927 - 1932 |
| Morning Star            | Chile | 1933        |
| Colo-Colo               | Chile | 1934 - 1935 |

## Palmarés

### Torneos locales
| Título                                             | Club      | País  | Año  |
| -------------------------------------------------- | --------- | ----- | ---- |
| Copa Sporting                                      | La Cruz   | Chile | 1922 |
| Liga de Valparaíso                                 | La Cruz   | Chile | 1922 |
| Copa Sporting                                      | La Cruz   | Chile | 1923 |
| Liga de Valparaíso                                 | La Cruz   | Chile | 1923 |
| Copa de Honor La Cruz - Santiago Wanderers         | La Cruz   | Chile | 1924 |
| Liga de Valparaíso                                 | La Cruz   | Chile | 1924 |
| Liga de Valparaíso                                 | La Cruz   | Chile | 1925 |
| Serie F de la Liga Central de Football de Santiago | Colo-Colo | Chile | 1928 |
| Liga Central de Football de Santiago               | Colo-Colo | Chile | 1929 |
| División de Honor                                  | Colo-Colo | Chile | 1930 |